# Partido Nacional (Argentina)
El Partido Nacional en Argentina, fue un partido político creado por Nicolás Avellaneda en 1874.

## Origen y desaparición
El Partido Nacional tuvo el solo objetivo de impulsar la candidatura presidencial de Nicolás Avellaneda, una candidatura considerada en ese momento sorpresiva, frente a las dos figuras fuertes en que se encontraba polarizada la política argentina a causa de la decisión de federalizar la Ciudad de Buenos Aires: Adolfo Alsina (Partido Autonomista) y Bartolomé Mitre (Partido Nacionalista).
En el proceso electoral, Avellaneda y Alsina realizaron una alianza que permitió la elección del primero como Presidente de la Nación Argentina, para el período 1874-1880, siendo Alsina su Ministro de Guerra.
Obtenida la elección de Avellaneda el Partido Nacional dejó de existir.